# Wereldkampioenschappen synchroonzwemmen 1991 – Solo vrouwen
De solo vrouwen tijdens de wereldkampioenschappen synchroonzwemmen 1991 vond plaats in Perth, Australië.

## Uitslag
De eerste acht solisten, hier aangegeven met groen, gingen door naar de finale.
| Rang   | Naam                 | Land                | Kwalificatie | Kwalificatie | Finale        | Finale        |
| Rang   | Naam                 | Land                | Punten       | Rang         | Punten        | Rang          |
| ------ | -------------------- | ------------------- | ------------ | ------------ | ------------- | ------------- |
| Goud   | Sylvie Frechette     | Canada              | 199,8930     | 1            | 201,0130      | 1             |
| Zilver | Kirsten Babb-Sprague | Verenigde Staten    | 195,5940     | 2            | 196,3140      | 2             |
| Brons  | Mikako Kotani        | Japan               | 194,2700     | 3            | 195,1100      | 3             |
| 4      | Olga Sedakova        | Sovjet-Unie         | 190,8400     | 4            | 192,5200      | 4             |
| 5      | Karine Schuler       | Frankrijk           | 187,0830     | 5            | 188,2430      | 5             |
| 6      | Maria Elena Giusti   | Venezuela           | 179,1740     | 6            | 182,0940      | 6             |
| 7      | Marjolein Both       | Nederland           | 179,0030     | 7            | 181,4430      | 7             |
| 8      | Paola Celli          | Italië              | 177,3630     | 8            | 179,1630      | 8             |
| 9      | Sonia Cardenas       | Mexico              | 176,3760     | 9            | Uitgeschakeld | Uitgeschakeld |
| 10     | Min Tan              | China               | 174,9570     | 10           | Uitgeschakeld | Uitgeschakeld |
| 10     | Beatrix Mullner      | Oostenrijk          | 174,9570     | 10           | Uitgeschakeld | Uitgeschakeld |
| 12     | Monika Muller        | Duitsland           | 174,1630     | 12           | Uitgeschakeld | Uitgeschakeld |
| 13     | Claudia Peczinka     | Zwitserland         | 173,6310     | 13           | Uitgeschakeld | Uitgeschakeld |
| 14     | Eva Lopez-Morales    | Spanje              | 171,3830     | 14           | Uitgeschakeld | Uitgeschakeld |
| 15     | Semon Rohloff        | Australië           | 171,1670     | 15           | Uitgeschakeld | Uitgeschakeld |
| 16     | Sarah Northey        | Verenigd Koninkrijk | 170,9530     | 16           | Uitgeschakeld | Uitgeschakeld |
| 17     | Virpi Jai Hollant    | Zweden              | 168,3540     | 17           | Uitgeschakeld | Uitgeschakeld |
| 18     | Lee Ye-on            | Zuid-Korea          | 167,2760     | 18           | Uitgeschakeld | Uitgeschakeld |
| 19     | Cristina Lobo        | Brazilië            | 166,4730     | 19           | Uitgeschakeld | Uitgeschakeld |
| 20     | Mandy Zimmerman      | Nieuw-Zeeland       | 158,6530     | 20           | Uitgeschakeld | Uitgeschakeld |